# Emre
Emre ist ein türkischer männlicher Vorname und Familienname. Emre hat unter anderem die Bedeutung „der Kamerad“.

## Namensträger

### Vorname
- Emre Akbaba (* 1992), türkischer Fußballspieler
- Emre Akdağ (* 1995), türkischer Fußballspieler
- Emre Aktaş (* 1986), türkischer Fußballspieler
- Emre Altuğ (* 1970), türkischer Popmusiker und Schauspieler
- Emre Arolat (* 1963), türkischer Architekt
- Emre Aşık (* 1973), türkischer Fußballspieler
- Emre Aydın (* 1981), türkischer Singer-Songwriter
- Emre Aygün (* 1985), türkischer Fußballspieler
- Emre Zafer Barnes (* 1988), türkischer Sprinter jamaikanischer Herkunft
- Emre Batı (* 1990), türkischer Fußballspieler
- Emre Belözoğlu (* 1980; Emre), türkischer Fußballspieler
- Emre Bilgin (* 1992), niederländisch-türkischer Fußballspieler
- Emre Bilgin (* 2004), türkischer Fußballspieler
- Emre Can (* 1994), deutschtürkischer Fußballspieler
- Emre Can (Schachspieler) (* 1990), türkischer Schachspieler
- Emre Çolak (* 1991), türkischer Fußballspieler
- Emre Demir (* 2004), türkischer Fußballspieler
- Emre Elivar (* 1976), türkischer Konzertpianist
- Emre Gümüşkaya (* 1988), türkischer Fußballspieler
- Emre Güngör (* 1984), türkischer Fußballspieler
- Emre Güral (* 1989), deutsch-türkischer Fußballspieler
- Emre Gürbüz (* 1991), türkischer Fußballspieler
- Emre Kara (* 1989), türkischer Fußballspieler
- Emre Kaya (* 1985), türkischer Popmusiker
- Emre Kıvılcım (* 1990), türkischer Schauspieler
- Emre Koca (* 1993), türkischer Fußballspieler
- Emre Koyuncu (* 1996), türkischer Fußballspieler
- Emre Lale (* 1993), türkischer Badmintonspieler
- Emre Mor (* 1997), türkisch-dänischer Fußballspieler
- Emre Okur (* 1984), türkischer Fußballspieler
- Emre Özkan (* 1988), türkischer Fußballspieler
- Emre Öztürk (Fußballspieler, 1986) (* 1986), deutscher Fußballspieler
- Emre Öztürk (Fußballspieler, 1992) (* 1992), türkischer Fußballspieler
- Emre Pehlivan (* 1993), türkischer Fußballspieler
- Emre Şahin (* 1992), türkisch-belgischer Fußballspieler
- Emre Taner (* 1942), Direktor des türkischen Inlandsnachrichtendienstes (2005–2010)
- Emre Taşdemir (* 1995), türkischer Fußballspieler
- Emre Taşkoparan (* 1992), türkischer Fußballspieler
- Emre Tetikel (* 1985), türkischer Schauspieler, Theaterlehrer und Autor
- Emre Toraman (* 1979), türkischer Fußballspieler
- Emre Turan (* 1990), türkischer Fußballspieler
- Emre Uğur Uruç (* 1994), türkischer Fußballspieler

### Zwischenname
- Yusuf Emre Gültekin (* 1993), türkischer Fußballspieler
- Muhammet Emre Kalkan (* 1994), türkischer Fußballspieler

### Familienname
- Erhan Emre (* 1978), deutscher Schauspieler
- Gizem Emre (* 1995), deutsche Schauspielerin
- Gültekin Emre (* 1951), türkischer Heimatforscher und Lyriker
- Polen Emre (* 1991), türkische Schauspielerin
- Süleyman Ârif Emre (1923–2019), türkischer Dichter, Jurist und Politiker
- Yunus Emre († um 1321), türkischer Dichter und Mystiker